# Matthew Mindler
Matthew Mindler (Estados Unidos; 23 de noviembre de 2001-Manor Township, Pennsylvania, Estados Unidos; 28 de agosto de 2021) fue un actor de cine y televisión estadounidense.

## Carrera
Hermano menor del director Derek Mindler e hijo de la guionista y productora Mónica Mindler, desde muy chico incursionó en el ambiente de la actuación. Debutó en la industria del cine y la televisión con tan solo 7 años gracias a un episodio de As the World Turns (2009)
A pesar de su corta edad, Midler ya había tenido recordados papeles en la pantalla televisiva como en la serie Last Week Tonight with John Oliver (2015); y participaciones en programas como Late Show with David Letterman.
En cine es mayormente recordado por su papel de River en la película Our Idiot Brother (2011) con Paul Rudd, Elizabeth Banks y  Emily Mortimer, y la dirección de Jesse Peretz. Otras intervenciones en la pantalla grande fueron en las películas Bereavement (2010) junto a Michael Biehn y Alexandra Daddario; los cortometrajes Frequency (2013) y Solo (2015); y la película para televisión Chad: An American Boy (2016) que contó con un amplio elenco entre los que estaban Nasim Pedrad y Paul Chahidi. En el 2014 intervino en el video This American Life: One Night Only at BAM con dirección de Seth Lind, y por el que pasaron artistas como James Ransone, Carolyn Baeumler, Sasheer Zamata, Ira Glass, Mike Birbiglia, entre otros.

## Últimos años y suicidio
A unas semanas de haber comenzado la universidad del martes 24 de agosto, a las 20:11 de la tarde, fue cazado por las cámaras de seguridad de la residencia en la que vivía en el campus. Unas horas después se denunció su desaparición.
Finalmente su cuerpo fue hallado sin vida en un lugar muy próximo al campus de la Universidad de Millersville (Pensilvania) en la que estudiaba. Desde el primer momento, las autoridades, tras días de intensa búsqueda, sospecharon que las circunstancias en las que se había producido el fallecimiento eran un tanto extrañas. Pero la oficina del forense del condado de Lancaster confirmaron que se trató de un suicidio.
La madre de Mindler habló con el portal estadounidense TMZ y confesó que su hijo había padecido graves problemas de ansiedad durante los últimos años, si bien nunca llegó a imaginar que eso le podría conducir a quitarse la vida. Monica explicó que estaba convencida de que estaba disfrutando de su primera semana universitaria en un campus al que había llegado el 19 de agosto, que todo iba bien hasta que desapareció. De hecho, asegura que su hijo estuvo en contacto con ella durante esos primeros días y que le dijo que estaba muy ocupado planeando diferentes proyectos. Entre ellos, un club de programación del que ya había hablado con un asesor y hasta tenía una entrevista con el departamento de la Universidad para ponerlo en marcha. Mindler tenía 19 años.

## Filmografía
- 2016: Chad: An American Boy (película para televisión) como Peter
- 2015: Solo (cortometraje) como Lewis
- 2014: This American Life: One Night Only at BAM  (video)
- 2013: Frequency (cortometraje)  como Kyle
- 2011: Our Idiot Brother como River
- 2010: Bereavement como Niño jugando soccer

## Televisión
- 2010: Late Show with David Letterman (participación especial)
- 2015: Last Week Tonight with John Oliver como integrante de una familia americana de hamburguesas
- 2009: As the World Turns como Niño de Halloween